# Дориа Памфили, Джорджо
Джорджо Дориа Памфили (итал. Giorgio Doria Pamphilj; 17 ноября 1772, Рим, Папская область — 16 ноября 1837, Рим, Папская область) — итальянский куриальный кардинал. Префект Священной Конгрегации индульгенций и священных реликвий с 3 февраля 1821 по 1 октября 1826. Кардинал in pectore c 8 марта 1816 по 22 июля 1816. Кардинал-священник с 22 июля 1816, с титулом церкви Санта-Мария-ин-Виа с 23 сентября 1816 по 16 марта 1818. Кардинал-священник с титулом церкви Санта-Чечилия с 16 марта 1818 по 16 ноября 1837.

## Биография
Племянник кардиналов Антонио Дориа Памфили и Джузеппе Мария Дориа Памфили.